# Koprivna, Črna na Koroškem
Koprivna este o localitate din comuna Črna na Koroškem, Slovenia, cu o populație de 165 de locuitori.